# Khí hậu Bắc Mỹ

Phân loại khí hậu Köppen Bắc Mỹ

Bắc Mỹ là một lục địa rộng lớn vượt qua Vòng Bắc Cực, và Chí tuyến Bắc. Greenland, cùng với Canadian Shield, có nhiệt độ trung bình từ 10 đến 20 °C (50 đến 68 °F), nhưng trung tâm Greenland bao gồm một tảng băng rất lớn. Lãnh nguyên này tỏa khắp Canada, nhưng biên giới của nó kết thúc gần Dãy núi Rocky (nhưng vẫn chứa Alaska) và vào cuối của Canadian Shield, gần Ngũ Đại hồ. Khí hậu phía tây Cascade được mô tả là thời tiết ôn đới với lượng mưa trung bình là 20 inch (510 mm). Khí hậu ở bờ biển California được mô tả là Địa Trung Hải, với nhiệt độ trung bình ở các thành phố như San Francisco từ 57 đến 70 °F (14 đến 21 °C) trong suốt năm.
Kéo dài từ Bờ biển phía Đông đến Đông Dakota và kéo dài đến Kansas, là khí hậu lục địa ẩm ướt với các mùa lớn, với lượng mưa hàng năm lớn, với những nơi như Thành phố New York trung bình là 50 inch (1.300 mm). Bắt đầu từ biên giới phía Nam của khí hậu lục địa ẩm ướt và kéo dài đến Vịnh Mexico (trong khi bao gồm cả phía đông bang Texas) là khí hậu cận nhiệt đới. Khu vực này có các thành phố ẩm ướt nhất ở Mỹ liền kề với lượng mưa hàng năm đạt tới 67 inch (1.700 mm) ở Mobile, Alabama. Trải dài từ biên giới của khí hậu ôn đới ẩm ướt và cận nhiệt đới, và đi về phía tây tới Cascades Sierra Nevada, phía nam tới mũi phía nam của durango, phía bắc đến biên giới với khí hậu lãnh nguyên, khí hậu ở thảo nguyên / sa mạc là khí hậu khô nhất ở Hoa Kỳ.